# Eodorcadion altaicum
Eodorcadion altaicum es una especie de escarabajo longicornio del género Eodorcadion, categorizada en la tribu Dorcadionini, de la subfamilia Lamiinae. Fue descrita por Suvorov en 1909.

## Descripción
Mide 13,8-20,5 mm de longitud.

## Distribución
Se distribuye por Kazajistán.